# Edward Lothrop Rand
Edward Lothrop Rand, född 22 augusti 1859, död 9 oktober 1924, var en amerikansk botaniker. Han var även en aktiv stigmakare och kartritare.
Auktorsnamnet E.L.Rand kan användas för Edward Lothrop Rand i samband med ett vetenskapligt namn inom botaniken; se Wikipediaartiklar som länkar till auktorsnamnet.